# Закон Либби Зайон
Закон Либби Зайон — закон, принятый в штате Нью-Йорк в связи с правовым казусом, произошедшим в медицинской сфере.

## Обстоятельства
В 1984 году 18-летняя студентка Либби Зайон (англ. Libby Zion), принимавшая прописанный ей антидепрессант фенелзин, была доставлена в «New York Hospital» в возбуждённом состоянии и с повышенной температрурой. Ей оказали необходимую помощь и сказали родителям, что девушке ничего не угрожает. Либби передали на попечение двум ординаторам, то есть ещё не докторам, но уже не студентам. Состояние Либби было нормальным, но к утру она скончалась от остановки сердца. Ординаторы, следившие за Либби, как выяснилось, дежурили без отдыха много часов подряд, поэтому не смогли заметить ухудшения её состояния.

## Последствия
В 1995 году суд обязал больницу выплатить семье Зайон компенсацию в размере 375 000 долларов. Суд при этом учёл и вину самой погибшей, не сообщившей врачам, что она принимала целый ряд лекарств, а также употребляла кокаин. Пытаясь предотвратить похожие случаи, в 1989 году власти штата Нью-Йорк приняли закон, регламентирующий график ординаторов. В 2003 году эти правила были приняты в качестве стандарта для всей страны.

## В массовой культуре
- Случай Зайон обыгрывается в первом эпизоде первого сезона сериала «Закон и порядок» («Смертельный рецепт»).